# Бокаке I (Кјети)
Бокаке I (итал. Bocache I) је насеље у Италији у округу Кјети, региону Абруцо.
Према процени из 2011. у насељу је живело 36 становника. Насеље се налази на надморској висини од 154 м.